# Властелинът на пръстените: Двете кули
 Тази статия е за филма.  За втората част от романа вижте Двете кули.  
„Властелинът на пръстените: Двете кули“ е фентъзи филм от 2002 година, режисиран от Питър Джаксън по едноименния втори том от трилогията на Дж. Р. Р. Толкин „Властелинът на пръстените“.
Продължавайки историята на Задругата на пръстена, филмът развива три сюжетни линии. Фродо и Сам продължават пътуването си към Мордор, за да унищожат Единствения пръстен. По пътя към тях се присъединява Ам-гъл, предишният притежател на Пръстена. Арагорн, Леголас и Гимли отиват при разкъсания от войната народ на Рохан и се събират с възкръсналия Гандалф, преди да се бият в Битката при Шлемово усое. Мери и Пипин избягват от плен, срещат се с Дървобрад и Ент и помагат да се планира атака срещу Исенгард.
Филмът среща голямо одобрение от критиците. Превръщайки се в боксофис успех, той печели над $900 милиона долара по света, нареждайки се на 19 място по приходи за всички времена. Филмът печели и два Оскара.

## Сюжет
Внимание:  Текстът по-долу разкрива сюжета на произведението (или части от него)!
Гандалф се жертва в битка срещу Балрог, осигурявайки на Задругата на пръстена време да избяга от Мория.
Седмици по-късно Фродо Бегинс и Самознай Майтапер продължават пътуването си към Мордор, за да унищожат Единствения пръстен, а с него и Черния лорд Саурон. Една нощ те са атакувани от Ам-гъл, който притежавал пръстена в продължение на векове преди да го изгуби от чичото на Фродо – Билбо. Фродо и Сам залавят Ам-гъл, но Фродо се смилява над него, разбирайки тежестта на Пръстена. Фродо го убеждава да ги води до Мордор, тъй като се нуждаят от водач. Въпреки това Сам предупреждава Фродо, че хитрото създание ще ги предаде. В Рохан, Арагорн, Леголас и Гимли преследват Урук-хай, които са отвлекли Мери и Пипин. Междувременно Грима Змийският език, който тайно служи на Саруман, омайва крал Теоден от Рохан. Подбудени от Саруман, орки обсаждат земите. Племенникът на Теоден, Еомер обвинява Грима, че е шпионин, а Грима го пропъжда. Еомер отива в провинцията, за да събере останалите лоялни Рохирими. По-късно войската на Еомер прави засада на Урук-хай и ги убива. Така Мери и Пипин избягват и отиват в гората Ветроклин, където срещат Дървобрад и най-старите енти.
Фродо, Сам и Ам-гъл прекосяват Мъртвите блата, избягвайки един назгул. Когато стигат до Черната порта, разбират, че тя е затворена и пазена от орки. Ам-гъл убеждава Фродо и Сам, че ако опитат да преминат през портата, ще бъдат заловени и им предлага да ги преведе през неохраняем вход. След като биват информирани от Еомер за битката му с Урук-хай, Арагорн, Леголас и Гимли намират следите на Мери и Пипин. Тримата срещат Гандалф, прероден като Гандалф Белия, след като умира в битка. Гандалф се присъединява към тях в пътуването им към Едорас. След като пристигат, освобождават Теоден от заклинанието на Грима. Теоден решава да премести хората си към укреплението Шлемово усое за по-сигурно. От страх, че Шлемово усое няма да оцелее, Гандалф заминава, за да намери Еомер и неговата войска. Грима бяга към кулата Ортанк и информира Саруман за слабост във външната стена на Шлемово усое. Саруман изпраща армията си към крепостта.
Междувременно Ам-гъл се бори с лоялността си към Фродо и изпиващата му нужда за Пръстена. Когато Фродо и Сам са хванати от Рейнджърите на Итилиен, Фродо разбира за присъствието на Ам-гъл и пощадява живота му. Ам-гъл все пак се чувства предаден и започва да заговорничи срещу новия си „господар“. Докато войските на Теоден пътуват към Шлемово усое, те са нападнати от варги, а Арагорн е хвърлен от скала и мислен за мъртъв. В Ломидол, Елронд убеждава дъщеря си Арвен да се откаже от любовта си към Арагорн и да напусне Средната земя със своите другари елфи. Щом научава за Пръстена на Фродо, водачът на рейнджърите, Фарамир Тук, запоядва да бъде изпратен в Гондор. В Рохан, Арагорн е изхвърлен на брега на реката и се отправя към Шлемово усое. Теоден събира всеки мъж, който може да се бие срещу армията от Урук-хай на Саруман. Когато нощта пада, батальон от елфи пристига, за да подсили хората на Рохан. В гората Ветроклин, Мери, Пипин, Дървобрад и останалите енти свикват съвет, за да решат каква ще бъде ролята на ентите във войната срещу Саруман.
Битката за Шлемово усое започва между Урук-хай и Рохирими, заедно с Арагорн и неговите другари. Използват се експлозиви срещу слабото място в стената, позволявайки на орките да разрушат крепостта. Във Ветроклин, Дървобрад и другите енти първоначално отказват да се включат във войната. Когато обаче Пипин им показва, че Саруман е изсякал гората, Дървобрад нарежда на ентите да тръгнат да търсят отмъщение. Арагорн повежда Теоден, Леголас и останалите Рохирими в атака срещу армията на Урук-хай, позволявайки на жените и децата да избягат в планините. Гандалф се появява, заедно с Еомер и неговите хора. Обединените сили принуждават Урук-хай да избягат във Фангорн, където ентите и техните съюзници хуорните ги атакуват. В Исенгард, ентите унищожават Урук-хай и освобождават бента на реката, удавяйки оцелелите орки, наводнявайки Исенгард и стоящия на кулата си Саруман.

## Актьорски състав
- Илайджа Ууд в ролята на Фродо Бегинс.
- Шон Остин в ролята на Самознай Майтапер.
- Виго Мортенсен в ролята на Арагорн.
- Иън Маккелън в ролята на Гандалф.
- Доминик Монахан в ролята на Мериадок Брендифук – Мери.
- Били Бойд в ролята на Перегрин Тук – Пипин.
- Орландо Блуум в ролята на Леголас.
- Джон Рийс-Дейвис в ролята на Гимли и озвучава Дървобрад.
- Анди Съркис в ролята на Ам-гъл.
- Бърнард Хил в ролята на Теоден.
- Миранда Ото в ролята на Еовин.
- Карл Ърбан в ролята на Еомер.
- Дейвид Уенъм в ролята на Фарамир Тук.
- Кристофър Лий в ролята на Саруман.
- Брад Дуриф в ролята на Грима.
- Лив Тайлър в ролята на Арвен.
- Хюго Уивинг в ролята на Елронд.
- Кейт Бланшет в ролята на Галадриел.
- Шон Бийн в ролята на Боромир – появява се като ретроспекция, по-често в разширеното издание на филма.

## Саундтрак
Саундтракът към Двете кули излиза на 10 декември 2002. Общата му продължителност е 73 минути. Всички творби са дело на Хауърд Шор. През 2004 печели Грами за най-добър саундтрак.
Списък на творбите включени в компактдиска:
1. Foundations of Stone
2. The Taming of Smeagol
3. The Riders of Rohan
4. The Passage of the Marshes
5. The Uruk-hai
6. The King of the Golden Hall
7. The Black Gate Is Closed
8. Evenstar
9. The White Rider
10. Treebeard
11. The Leave Taking
12. Helm's Deep
13. The Forbidden Pool
14. Breath of Life
15. The Hornburg
16. Forth Eorlingas
17. Isengard Unleashed
18. Samwise The Brave
19. Gollum's Song

## Награди и оценки

### Критици
Властелинът на пръстените: Двете кули получава главно положителни оценки от критиците. На сайта Metacritic, който публикува мненията на професионални критици, филмът получава 37 положителни оценки и нито една отрицателна. Битката за Шлемово усое е обявена за една от най-добрите бойни сцени на всички времена.

### Награди
- Оскари[8]
  - Победител: Специални визуални ефекти, Монтаж на звуковите ефекти.
  - Номинации: Най-добър филм, Най-добър декор, Най-добър филмов монтаж и Най-добър звуков микс.
- Награди на Британската филмова академия: Най-добър дизайна на костюми, Най-добри специални визуални ефекти и Наградата на публиката.
- Грами: Най-добър саундтрак (Хауърд Шор)
- Награда Хюго: Най-добро сценично представяне, дълга форма
- Награда Сатурн: Най-добър фентъзи филм, Най-добър костюм, Най-добра поддържаща мъжа роля (Анди Съркис)

| Категория                                    | Номиниран(и)                                              | Резултат                |
| Оскар (23 март 2003 г.)                      | Оскар (23 март 2003 г.)                                   | Оскар (23 март 2003 г.) |
| -------------------------------------------- | --------------------------------------------------------- | ----------------------- |
| Най-добри визуални ефекти                    | Най-добри визуални ефекти                                 | награда                 |
| Най-добър звуков монтаж                      | Най-добър звуков монтаж                                   | награда                 |
| Най-добър филм                               | Най-добър филм                                            | номинация               |
| Най-добри декори                             | Най-добри декори                                          | номинация               |
| Най-добър звук                               | Най-добър звук                                            | номинация               |
| Най-добър филмов монтаж                      | Най-добър филмов монтаж                                   | номинация               |
| Награда на БАФТА (23 февруари 2003 г.)       |                                                           |                         |
| Най-добри визуални ефекти                    | Най-добри визуални ефекти                                 | награда                 |
| Най-добри костюми                            | Най-добри костюми                                         | награда                 |
| Най-добър филм                               | Най-добър филм                                            | номинация               |
| Най-добри декори                             | Най-добри декори                                          | номинация               |
| Най-добър филмов монтаж                      | Най-добър филмов монтаж                                   | номинация               |
| Най-добър звук                               | Най-добър звук                                            | номинация               |
| Най-добър грим и прически                    | Най-добър грим и прически                                 | номинация               |
| Най-добра режисура                           | Питър Джаксън                                             | номинация               |
| Най-добра кинематография                     | Андрю Лесни                                               | номинация               |
| Златен глобус (19 януари 2003 г.)            |                                                           |                         |
| Най-добър драматичен филм                    | Най-добър драматичен филм                                 | номинация               |
| Най-добър режисьор                           | Питър Джаксън                                             | номинация               |
| Хюго                                         |                                                           |                         |
| Най-добро сценично представяне (дълга форма) | Най-добро сценично представяне (дълга форма)              | награда                 |
| Небюла                                       |                                                           |                         |
| Най-добър сценарий                           | Фран Уолш, Филипа Бойенс, Стивън Синклеър и Питър Джаксън | награда                 |
| Сателит (12 януари 2003 г.)                  |                                                           |                         |
| Най-добри визуални ефекти                    | Най-добри визуални ефекти                                 | награда                 |
| Най-добър актьорски състав                   | Най-добър актьорски състав                                | награда                 |
| Най-добър филм – драма                       | Най-добър филм – драма                                    | номинация               |
| Най-добър филмов монтаж                      | Най-добър филмов монтаж                                   | номинация               |
| Най-добър звук                               | Най-добър звук                                            | номинация               |
| Най-добър режисьор                           | Питър Джаксън                                             | номинация               |
| Най-добър адаптиран сценарий                 | Фран Уолш, Филипа Бойенс, Стивън Синклеър и Питър Джаксън | номинация               |
| Най-добра кинематография                     | Андрю Лесни                                               | номинация               |
| Най-добър поддържащ актьор в драма           | Виго Мортенсен                                            | номинация               |
| Сатурн (18 май 2003 г.)                      |                                                           |                         |
| Най-добър фентъзи филм                       | Най-добър фентъзи филм                                    | награда                 |
| Най-добър грим                               | Най-добър грим                                            | награда                 |
| Най-добри костюми                            | Най-добри костюми                                         | награда                 |
| Най-добър актьор в поддържаща роля           | Анди Съркис                                               | награда                 |
| Най-добри специални ефекти                   | Най-добри специални ефекти                                | номинация               |
| Най-добър режисьор                           | Питър Джаксън                                             | номинация               |
| Най-добър сценарий                           | Фран Уолш, Филипа Бойенс, Стивън Синклеър и Питър Джаксън | номинация               |
| Най-добра музика                             | Хауърд Шор                                                | номинация               |
| Най-добър актьор                             | Виго Мортенсен                                            | номинация               |
| Най-добър млад актьор                        | Илайджа Ууд                                               | номинация               |
| Емпайър (5 февруари 2003 г.)                 |                                                           |                         |
| Най-добър филм                               | Най-добър филм                                            | награда                 |
| Най-добър режисьор                           | Питър Джаксън                                             | номинация               |
| Най-добър актьор                             | Виго Мортенсен                                            | номинация               |
| Най-добра актриса                            | Миранда Ото                                               | номинация               |
| Най-добър британски актьор                   | Анди Съркис                                               | номинация               |
| Най-добър британски актьор                   | Иън Маккелън                                              | номинация               |